# 丰田乡 (彰武县)
丰田乡，是中华人民共和国辽宁省阜新市彰武县下辖的一个乡镇级行政单位。

## 行政区划
丰田乡下辖以下地区：
丰田村、杏山村、双龙村、宝山村、苏已村和四间房村。